# Manfred Homberg
Manfred Homberg (ur. 15 lipca 1933 w Düsseldorfie, zm. 12 sierpnia 2010 tamże) – niemiecki bokser startujący w barwach RFN, dwukrotny mistrz  Europy.
Startował w wadze muszej (do 51 kg). Zwyciężył w niej na mistrzostwach Europy w 1957 w Pradze po wygraniu czterech walk, w tym finałowej z Mirceą Dobrescu. Na kolejnych mistrzostwach Europy w 1959 w Lucernie obronił tytuł mistrzowski również po wygraniu czterech pojedynków (w finale pokonał Gyulę Töröka).
Wystąpił we wspólnej reprezentacji Niemiec na igrzyskach olimpijskich w 1960 w Rzymie. Pokonał Henryka Kukiera i Danny’ego Lee z Wielkiej Brytanii, a w ćwierćfinale uległ Siergiejowi Siwko.
Homberg był mistrzem RFN w wadze muszej w 1958 i 1959 oraz w wadze koguciej (do 54 kg) w 1961, a także wicemistrzem w wadze muszej w 1955.
W 1959 otrzymał odznakę Srebrnego Liścia Laurowego. Nigdy nie przeszedł na zawodowstwo.